# Lake (Witten)
Lake ist ein Ortsteil und „Statistischer Bezirk“ von Heven, Witten, Nordrhein-Westfalen. Dieser hatte am 31. Dezember 2017 insgesamt 1398 Einwohner.

## Allgemeines
Der Ortsteil grenzt direkt an die Ruhr. Wann der Ortsteil erstmals Lake genannt wurde, ist nicht bekannt. Der Name Lake stammt aus dem Niederdeutschen und bedeutet so viel wie „sumpfige Wiese“ oder „Salzbrühe“. Tatsächlich befand sich auf der Hevener Ruhrwiese von 1801 bis 1859 ein Salzmagazin. Noch bis in die 1920er Jahre findet sich in Heimatbüchern oder auch auf Postkarten die Schreibweise Laake.

## Naherholung

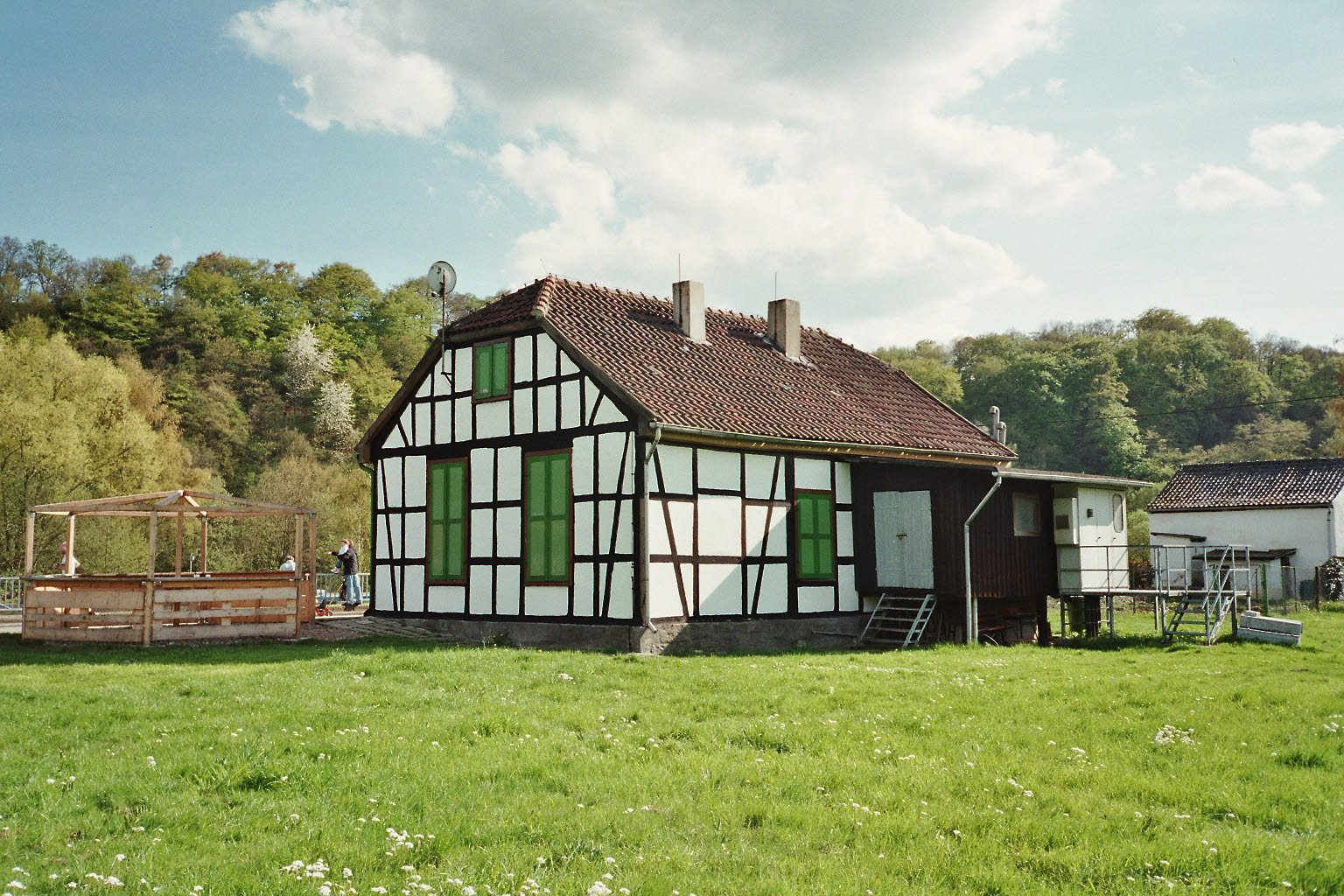
Schleusenwärter-Häuschen am Ruhr-Ufer in Heven

Seit der Einrichtung eines Fährbetriebs zwischen der Ruine Hardenstein und dem Hevener Ruhrufer im Jahr 2006 mit der Fähre Hardenstein ist Lake an den Ruhrtalradweg angeschlossen; nach Auskunft der Fährbetreiber wurde die Fähre im ersten Jahr von etwa 70.000 Ausflüglern benutzt. Bis 2006 nutzten fast ausschließlich Anwohner diese Flächen zur Naherholung, da der geografisch autark gelegene Ortsteil Lake durch den Verlauf der Ruhr an den Naherholungsmöglichkeiten des gegenüberliegenden Ruhrufers (Bergbauwanderweg Muttental, Ruine Hardenstein, Museumszug Ruhrtalbahn) nicht partizipieren konnte.

## Schleuse
Zwischen 1776 und 1778 entstand die erste Herbeder Schleuse samt einem Schleusenkanal. Die in den frühen 1980er Jahren entstandene neue Schleuse dient heute fast ausschließlich dem Wittener Ausflugsboot, der Schwalbe II, als Verladebühne. Der Name Herbeder Schleuse ist auf die Zugehörigkeit Hevens zu Herbede zurückzuführen. Bis 1921 gehörte Heven zum Amt Heven-Herbede, erst dann schloss sich die Gemeinde der Stadt Witten an.